# Somer Sivrioğlu
Somer Sivrioğlu (* 25. Mai 1971 in Istanbul) ist ein türkischer Koch, Fernsehkoch, Gastronom und Fernsehmoderator.

## Leben und Karriere
Sivrioğlu wurde am 25. Mai 1971 in Istanbul geboren. Seine Mutter war ebenfalls Köchin und Gastronomin und er lernte schon früh die Türkische Küche kennen. Sivrioğlu arbeitete als Koch in verschiedene Restaurantketten. 2007 eröffnete er sein eigenes Restaurant in Balmain. Später eröffnete er 2016 sein zweites Restaurant in Barangaroo. Sivrioğlu hat wöchentliche Kolumnen für die türkische Gemeindezeitung Yeni Vatan geschrieben. Unter anderem moderierte er auch die Sendungen Somer'in Mutfağı und Lezzete Yolculuk. Seit 2019 ist er Juror von Masterchef Türkiye, welches auf TV8 ausgestrahlt wird. Derzeit (2022) moderiert er seit 2021 auch die türkische Version von MasterChef Junior, welche auf Exxen ausgestrahlt wird.

## Fernsehen
Schauspiel
- 2022: Leyla ve Mecnun

Moderation
- 2011: Somer'in Mutfağı, NTV
- 2011: Lezzete Yolculuk, NTV
- seit 2021: MasterChef Junior, Exxen

Jurymitglied
- seit 2019: MasterChef Türkiye, TV8

## Auszeichnungen
- 2010: İç Batı'nın En iyi Türk Restoranı Ödülü[7]
- 2010: RCNSW Mükemmellik Ödülü[7]
- 2011: RCNSW Mükemmellik Ödülü
- 2012: İç Batı'nın En İyi Restoranı 2012 En İyi Lezzet Ödülü[7]
- 2013: Yerel İşletme Ödülü[7]
- 2018: GQ Türkiye Ödül Töreni - Yılın Şefi Ödülü[8]